# Strobilanthes consanguineus
Strobilanthes consanguineus är en akantusväxtart som beskrevs av C. B. Cl.. Strobilanthes consanguineus ingår i släktet Strobilanthes och familjen akantusväxter. Inga underarter finns listade i Catalogue of Life.